# Garten Eden (Magazin)
Garten Eden (eigene Schreibweise: GartenEden) war ein deutsches Gartenmagazin. Es erschien von 1999 bis 2011, zuletzt sechsmal jährlich (Februar, April, Juni, August, Oktober, Dezember), in Deutschland, Österreich und der Schweiz. Herausgeber war die Medienfabrik Gütersloh GmbH, ein Unternehmen der arvato AG des Bertelsmann-Konzerns.

## Geschichte
Ursprünglich hieß der Titel Eden. Anfang 2008 gab es nach einer Marktforschung durch IFCom – Institut für Kommunikationsberatung, Werbe- und Mediaforschung – einen Relaunch, mit dem das Magazin seinen Titel zu „Garten Eden“ erweitert und sein Profil mit einer stärkeren Service- und Praxisorientierung gefestigt hat. Der Titel entwickelte sich im hart umkämpften Markt der Gartenmagazine hinsichtlich Verkauf und Auflage seither positiv.
Heft 5/2011 war die letzte Ausgabe der Zeitschrift. Sie wurde im November 2011 in die Zeitschrift Landidee vom Landidee-Verlag überführt. Diese Umwandlung wurde weder im Internetauftritt von Garten Eden noch in dem von Landidee kommuniziert. Es wurden lediglich die Abonnenten der Zeitschrift Garten Eden informiert.

## Auszeichnungen
2009 wurde das Magazin mit dem renommierten „Best of Corporate Publishing Award“ in Silber ausgezeichnet (Branchengruppe Konsum). 2008 erhielt das Magazin den „Best of Corporate Publishing Award“ in Gold. Der „Best of Corporate Publishing Award“ wurde dem Magazin bereits 2005 in Silber und 2004 in Bronze verliehen.